# Бельгард-Пусьё
Бельгард-Пусье (фр. Bellegarde-Poussieu) — коммуна во Франции, находится в регионе Рона — Альпы. Департамент коммуны — Изер. Входит в состав кантона Борепер. Округ коммуны — Вьенн.
Код INSEE коммуны — 38037. Население коммуны на 1999 год составляло 851 человек. Населённый пункт находится на высоте от 229 до 436 метров над уровнем моря. Муниципалитет расположен на расстоянии около 440 км юго-восточнее Парижа, 45 км южнее Лиона, 65 км западнее Гренобля. Мэр коммуны — M. Roger Torgue, мандат действует на протяжении 2008—2014 гг.
Динамика населения (INSEE):